# اقتصاد شهری
اقتصاد شهری (انگلیسی: Urban economics) به بررسی اقتصادی مناطق شهری می‌پردازد. اقتصاد شهری با استفاده از ابزارهای اقتصادی، مسائل و معضلات موجود در شهرها مانند جرم و جنایت، آموزش و پرورش، ترابری عمومی و مسکن را تحلیل می‌کند. اقتصاد شهری شاخه‌ای از اقتصاد خرد است که ساختار فاصله‌ای (فضایی) شهری و موقعیت خانوارها و بنگاه‌ها را بررسی می‌کند.
بیشتر بررسی‌های اقتصاد شهری بر یک مدل به خصوص تکیه دارند که در دههٔ ۶۰ میلادی توسط ویلیام آلونسو (William Alonso)، ریچارد موث (Richard Muth)، و ادوارد میلز (Edward Mills) برای ساختار فضایی شهری ارائه شد. این مدل شهر تک‌مرکزی (Monocentric city) نامیده می‌شود. در حالی که عموماً در اقتصاد نئوکلاسیک روابط فضایی (فاصله‌ای) میان افراد و موسسات در نظر گرفته نمی‌شود، اقتصاد شهری با تمرکز بر این گونه روابط، تلاش می‌کند انگیزه‌های زیربنایی که موجب تشکیل، کارکرد، و توسعهٔ شهرها می‌شوند را دریابد.
مدل شهر تک‌مرکزی آلونسو از همان زمانی که پدید آمد تا کنون، به عنوان نقطهٔ آغازین بررسی‌های اقتصاد شهری کاربرد دارد. این مدل از یک ناحیهٔ تجاری مرکزی (Central Business District) و نواحی اطراف آن تشکیل شده که به شکل یک صفحه است. مدل تک‌مرکزی در گذر زمان تضعیف شده است زیرا با پیشرفت تکنولوژی، حمل و نقل سریع‌تر و ارزان‌تر باعث می‌شود که افراد بتوانند در فاصلهٔ دورتری از محل کارشان زندگی کنند. همچنین پیشرفت‌های ارتباطی نیز موجب می‌شود که افراد با کار کردن از راه دور، از ناحیهٔ تجاری مرکزی خارج شوند.
علاوه بر این، تحقیقات اخیر در تلاش بوده‌اند تا مفهوم چندمرکزی را که در مدل شهر حاشیه‌ایِ (Edge City) جول گارو (Joel Garreau) آورده شده است، توصیف کنند. توصیفات متعددی برای چنین گسترش‌هایی در شهرها ارائه شده‌اند که در آن‌ها عواملی همچون مطلوبیت حاصل از هزینهٔ کمتر مسکن نیز آورده شده‌اند.

## معرفی
ریشهٔ اقتصاد شهری به تئوری‌های مکانیِ فون تونن (von Thünen)، آلونسو (Alonso)، کریستالر (Christaller)، و لوش (Lösch) بازمی‌گردد که آغازگر آنالیز اقتصادی فضایی بودند. اقتصاد علم مطالعهٔ تخصیص منابع است و از آن جایی که تمام پدیده‌های اقتصادی درون یک فضای جغرافیایی رخ می‌دهند، اقتصاد شهری تخصیص منابع را در فواصل شهری مورد مطالعه قرار می‌دهد. شاخه‌های دیگر اقتصاد، جنبه‌های فاصله‌ای در تصمیم‌گیری افراد را نادیده می‌گیرند اما اقتصاد شهری نه تنها تصمیم‌های مکانی بنگاه‌ها را لحاظ می‌کند، بلکه برای خود شهرها هم این تصمیمات را در نظر می‌گیرد.
بسیاری از موضوعات اقتصادی فضایی می‌توانند در حیطهٔ ساختاری یک شهر یا یک ناحیه مورد بررسی قرار گیرند، چرا که بعضی پدیده‌های اقتصادی عمدتاً بر نواحی شهری اثر می‌گذارند در حالی که دیگر پدیده‌ها بر نواحی بسیار گسترده‌تری تاثیرگذارند. آرتور اُسالیوان (Arthur O'Sullivan) معتقد است که اقتصاد شهری به ۶ زمینهٔ مرتبط با یکدیگر تقسیم می‌شود: قدرت‌های بازاری در توسعهٔ شهرها، استفاده از زمین‌های درون شهر، ترابری شهری، مشکلات شهری و سیاست‌گذاری عمومی، و مخارج و مالیات‌های شهرداری (دولت محلی).

## قدرت‌های بازاری در توسعهٔ شهرها
قدرت‌های بازاری در توسعهٔ شهرها مربوط به تصمیمات مکانی بنگاه‌ها و خانوارها است که موجب توسعهٔ شهرها می‌شوند. طبیعت و رفتار بازارها تا حدودی به مکان آن‌ها بستگی دارد، بنابراین بخشی از کارکرد بازار نیز به موقعیت جغرافیایی آن بستگی دارد. کارکرد بازاریِ یک بنگاهی که در یک منطقهٔ جغرافیایی دورافتاده قرار گرفته است، از کارکرد بنگاهی که در یک منطقهٔ متمرکز قرار دارد متفاوت است. تصمیمات مکانی بنگاه‌ها و خانوارها شهرهایی را تشکیل می‌دهند که از نظر اندازه و ساختار اقتصادی با هم فرق دارند. وقتی صنایع در یک مکان جمع می‌شوند، مثل دره‌ی سیلیکون (Silicon Valley) در کالیفرنیا، ناحیه‌هایی با اقتصادهای منحصربه‌فرد به وجود می‌آید که در آن بنگاه‌ها غالب هستند.
اقتصاددان شهری با نگاه به تصمیمات مکانی بنگاه‌ها و خانوارها، قادر خواهد بود که بگوید چرا بعضی شهرها در مکانی به خصوص توسعه پیدا می‌کنند، چرا بعضی شهرها بزرگ هستند و برخی دیگر کوچک، عوامل رشد و سقوط اقتصادی شهرها چیست، و چگونه شهرداری‌ها (دولت‌های محلی) می‌توانند موجب رشد شهری شوند. با توجه به این که هدف اقتصاد شهری پاسخ دادن به سوالات مربوط به طبیعت و سازکارهای اقتصادی یک شهر است، مدل‌ها و متدهای این رشته عمدتاً به گونه‌ای طراحی می‌شوند که پدیده‌های محدود به یک شهر واحد را بررسی کنند.

## استفاده از زمین
اقتصاددانان شهری با نگاه به استفادهٔ زمین در کلان‌شهرها تلاش می‌کنند تا سازماندهی فعالیت‌های درون شهرها را آنالیز کنند. با تلاش برای توصیف الگوهای مشاهده‌شده در استفاده از زمین، اقتصاددانان تصمیمات بنگاه‌ها و خانوارها را در انتخاب‌های مکانی درون‌شهری بررسی می‌کنند. با در نظر گرفتن نحوهٔ سازماندهی فضایی فعالیت‌ها درون هر شهر، اقتصاد شهری به چنین سوالاتی پاسخ می‌دهد: عوامل تعیین قیمت زمین چیست و چرا در مناطق مختلف قیمت‌های متفاوت داریم؟ کدام قدرت‌های اقتصادی باعث گسترش اشتغال از مرکز شهر به نواحی اطراف می‌شوند؟ استفاده‌های مختلف از زمین چگونه کنترل می‌شود؟ و این کنترل کردن‌ها چگونه بر اقتصاد شهری تأثیر می‌گذارند؟

## سیاست‌گذاری اقتصادی
سیاست‌های اقتصادی معمولاً در سطح شهر اعمال می‌شوند، بنابراین سیاست‌گذاری اقتصادی عموماً به سیاست‌گذاری شهری وابسته است. مشکلات شهری و سیاست‌های شهری به اقتصاد شهری پیوند می‌خورند و از این طریق تلاش می‌شود تا با هدایت اقتصاد، به برخی مشکلات شهری از قبیل فقر و جنایت پرداخته شود. به عنوان مثال، به این سؤال پرداخته می‌شود که آیا تمایل افراد فقیر برای زندگی در کنار یکدیگر باعث می‌شود که فقیرتر شوند یا خیر؟

## ترابری و اقتصاد
ترابری شهری یکی از موضوعات اقتصاد شهری است زیرا با اثرگذاری بر قابلیت دسترسی به مناطق مختلف، بر الگوهای استفاده از زمین هم تأثیرگذار است. مسائلی که ترابری شهری را به اقتصاد شهری پیوند می‌دهند شامل کسری بودجه‌ای است که اکثر مسئولان ترابری با آن مواجهند و همچنین، پرسش‌های مربوط به توسعهٔ روش‌های ترابری نیز مشمول این مسائل می‌شوند. برای مثال، یکی از راه‌های پیشنهادی توسعهٔ ترابری استفاده از قطارهای سبک شهری بود که پروژه‌های این چنینی با هزینه‌های پیش‌بینی‌نشده‌ای مواجه شدند و منافع آن‌ها نیز مورد بحث است.

## مسکن و سیاست‌گذاری شهری
مسکن و سیاست‌گذاری شهری به این دلیل به اقتصاد شهری مرتبط می‌شوند که مسکن یک نوع خاص از کالاهاست. از آن جایی که مسکن غیرقابل جابه‌جایی است، وقتی یک خانوار خانه‌اش را انتخاب می‌کند در واقع دارد یک مکان انتخاب می‌کند. اقتصاددانان شهری انتخاب‌های مکانی خانوارها را به همراه تأثیرات بازاری سیاست‌های مسکن آنالیز می‌کنند. در آنالیز سیاست‌های مسکن، از ساختارهای بازاری استفاده می‌کنیم؛ مثلاً ساختار بازار کامل. با این وجود، در چنین بررسی‌هایی با مشکلاتی همچون تأمین بودجه، نااطمینانی، فضا، و غیره مواجه می‌شویم.

## مخارج و مالیات‌های شهرداری (دولت محلی)
آخرین موضوعی که به اقتصاد شهری مربوط می‌شود مخارج و مالیات‌های شهرداری (دولت محلی) است که در آن کارایی بخش‌های مختلف شهرداری (دولت محلی) در کلان‌شهرها آنالیز می‌شود.